# Бьогенхаут
Бьогенхаут (на нидерландски: Buggenhout) е селище в Северна Белгия, окръг Дендермонде на провинция Източна Фландрия. Населението му е около 14 167 души (2011).